# Dendrobium schoeninum
Dendrobium schoeninum är en orkidéart som beskrevs av John Lindley. Dendrobium schoeninum ingår i släktet Dendrobium, och familjen orkidéer. Inga underarter finns listade i Catalogue of Life.